# Rolf Cizmek
Rolf Cizmek (* 7. September 1936 in Zürich; † 17. Juli 2013 in Grüningen) war ein Jazzbassist aus dem Schweizer Kanton Zürich.

## Leben und Wirken
Cizmek, der auf demAkkordeon begann, brachte sich das Bassgeigenspiel selbst bei. Von 1954 bis 1961 war er Mitglied der Tremble Kids, mit denen er Auftritte im In- und Ausland hatte und mehrere Alben veröffentlichte.
Nach einer musikalischen Auszeit begann er 1980 in Grüningen ZH und im Restaurant „Widder“ in Zürich, Jazz-Matinées zu veranstalten. Er war auch Mitglied der Zürcher Oberland Jazzband, des String Jazz Quartett und der Buck Town Jazzband. Von 1999 bis 2009 spielte er in der The Saints Jazz Band. Im Bereich des Jazz verzeichnet Tom Lord zwischen 1956 und 2006 28 Aufnahmesitzungen von ihm, unter anderem auf Alben von Albert Nicholas, Charly Antolini und Joe Turner.
Von 1997 bis 2006 war er als Parteiloser Mitglied des Gemeinderats Grüningen.

## Von ihm gegründete oder mitbegründete Bands
- Zürich Tenors
- Le Trio
- Zürich All Stars mit Otto Andrae und Judy Emeline